# Tommy Banks
Thomas Banks (ur. 10 listopada 1929 w Farnworth, zm. 13 czerwca 2024) – angielski piłkarz występujący podczas kariery na pozycji obrońcy.

## Kariera klubowa
Tommy Banks piłkarską karierę rozpoczął w Bolton Wanderers w 1947. Z Boltonem zdobył Puchar Anglii w 1958. Ogółem w latach 1947–1961 rozegrał w lidze angielskiej 233 spotkania, w których zdobył 2 bramki. W latach 1961–1963 występował w amatorskim Altrincham. Ostatnim klubem w jego karierze był walijski Bangor City, w którym w 1967 zakończył karierę. Z Bangor City dotarł do finału Puchar Walii w 1964.
| Sezon   | Klub                  | Kraj   | Rozgrywki       | Mecze | Bramki |
| ------- | --------------------- | ------ | --------------- | ----- | ------ |
| 1947/48 | Bolton Wanderers F.C. | Anglia | Division One    | 1     | 0      |
| 1948/49 | Bolton Wanderers F.C. | Anglia | Division One    | 1     | 0      |
| 1949/50 | Bolton Wanderers F.C. | Anglia | Division One    | 3     | 0      |
| 1950/51 | Bolton Wanderers F.C. | Anglia | Division One    | 3     | 0      |
| 1951/52 | Bolton Wanderers F.C. | Anglia | Division One    | 0     | 0      |
| 1952/53 | Bolton Wanderers F.C. | Anglia | Division One    | 4     | 0      |
| 1953/54 | Bolton Wanderers F.C. | Anglia | Division One    | 40    | 0      |
| 1954/55 | Bolton Wanderers F.C. | Anglia | Division One    | 25    | 0      |
| 1955/56 | Bolton Wanderers F.C. | Anglia | Division One    | 39    | 0      |
| 1956/57 | Bolton Wanderers F.C. | Anglia | Division One    | 21    | 0      |
| 1957/58 | Bolton Wanderers F.C. | Anglia | Division One    | 28    | 0      |
| 1958/59 | Bolton Wanderers F.C. | Anglia | Division One    | 37    | 0      |
| 1959/60 | Bolton Wanderers F.C. | Anglia | Division One    | 20    | 1      |
| 1960/61 | Bolton Wanderers F.C. | Anglia | Division One    | 11    | 1      |
| 1961/62 | Altrincham            | Anglia | Cheshire League | ?     | ?      |
| 1962/63 | Altrincham            | Anglia | Cheshire League | ?     | ?      |
| 1963/64 | Bangor City F.C.      | Walia  | Welsh League    | ?     | ?      |
| 1964/65 | Bangor City F.C.      | Walia  | Welsh League    | ?     | ?      |
| 1965/66 | Bangor City F.C.      | Walia  | Welsh League    | ?     | ?      |
| 1966/67 | Bangor City F.C.      | Walia  | Welsh League    | ?     | ?      |

## Kariera reprezentacyjna
W reprezentacji Anglii Banks zadebiutował w 18 maja 1958 w zremisowanym 1-1 towarzyskim meczu z ZSRR.
W tym samym roku Banks uczestniczył w mistrzostwach świata. Na turnieju w Szwecji wystąpił we wszystkich czterech meczach: z ZSRR, Brazylią, Austrią i barażu z ZSRR. Ostatni raz w reprezentacji wystąpił 4 października 1958 w zremisowanym 3-3 meczu British Home Championship z Irlandią Północną. Ogółem w reprezentacji rozegrał 6 spotkań.
| Mecze i gole w reprezentacji | Mecze i gole w reprezentacji | Mecze i gole w reprezentacji | Mecze i gole w reprezentacji | Mecze i gole w reprezentacji | Mecze i gole w reprezentacji | Mecze i gole w reprezentacji |
| #                            | Data                         | Miasto                       | Przeciwnik                   | Gol                          | Wynik                        |                              |
| ---------------------------- | ---------------------------- | ---------------------------- | ---------------------------- | ---------------------------- | ---------------------------- | ---------------------------- |
| 1.                           | 18.05.1958                   | Moskwa                       | ZSRR                         |                              | 1:1                          | towarzyski                   |
| 2.                           | 08.06.1958                   | Göteborg                     | ZSRR                         |                              | 2:2                          | Mistrzostwa Świata 1958      |
| 3.                           | 11.06.1958                   | Göteborg                     | Brazylia                     |                              | 0:0                          | Mistrzostwa Świata 1958      |
| 4.                           | 15.06.1958                   | Borås                        | Austria                      |                              | 2:2                          | Mistrzostwa Świata 1958      |
| 5.                           | 17.06.1958                   | Göteborg                     | ZSRR                         |                              | 0:1                          | Mistrzostwa Świata 1958      |
| 6.                           | 04.10.1958                   | Belfast                      | Irlandia Północna            |                              | 3:3                          | British Home Championship    |